# Kinkaku-dži
Kinkaku-dži (japonsko 金閣寺, dob. 'tempelj zlatega paviljona'), uradno imenovan Rokuon-dži (鹿苑寺, 'tempelj jelenovega vrta'), je zen budistični tempelj v Kjotu na Japonskem. Je ena najbolj priljubljenih stavb v Kjotu, ki vsako leto pritegne veliko obiskovalcev. Določen je kot nacionalno posebno zgodovinsko območje, posebna nacionalna krajina in je ena od 17 lokacij, ki sestavljajo zgodovinske spomenike starodavnega Kjota, ki so območja svetovne dediščine Unesca.

## Zgodovina
Mesto Kinkaku-dži je bila prvotno vila Kitajama-dai (北山第), ki je pripadala močnemu državniku Saiondži Kincuneju. Zgodovina Kinkaku-dži sega v leto 1397, ko je vilo od družine Saiondži kupil šogun Ašikaga Jošimicu in jo preoblikoval v kompleks Kinkaku-dži. Ko je Jošimicu umrl, je njegov sin po svojih željah stavbo spremenil v zenovski tempelj.
Med vojno Ōnin (1467–1477) so bile vse stavbe v kompleksu razen paviljona požgane.
2. julija 1950 ob 2.30 zjutraj je paviljon zažgal  22-letni menih novinec Hajaši Joken, ki je nato poskusil narediti samomor na hribu Daimon-dži za stavbo. Preživel je, nato pa so ga pridržali. Menih je bil obsojen na sedem let zapora, a je bil zaradi duševnih bolezni (kompleks preganjanja in shizofrenija) 29. septembra 1955 izpuščen; marca 1956 je umrl za tuberkulozo. Med požarom je bil prvotni kip Ašikaga Jošimicuja izgubljen v plamenih (zdaj obnovljen). 
Izmišljena različica teh dogodkov je v središču knjige Jukia Mišime iz leta 1956 The Temple of the Golden Pavilion in v baletu RAkU.
Sedanja struktura paviljona je iz leta 1955, ko je bil obnovljen. Paviljon je visok tri nadstropja ali 12,5 metra.  [potrebna stran] Rekonstrukcija naj bi bila kopija, ki je blizu izvirniku, čeprav nekateri dvomijo, da je bil na prvotnem paviljonu uporabljen tako obsežen premaz z zlatimi lističi. Leta 1984 je bilo ugotovljeno, da je nanos japonskega laka nekoliko razpadel in nov nanos, kot tudi pozlata z zlatimi lističi, veliko debelejši od prvotnih nanosov (0,5 µm namesto 0,1 µm), je bil dokončan leta 1987. Poleg tega je bila obnovljena tudi notranjost stavbe, vključno s slikami in Jošimicujevim kipom. Končno je bila streha obnovljena leta 2003. Ime Kinkaku izhaja iz zlatih lističev, s katerimi je prekrit paviljon. Zlato je bilo pomemben dodatek paviljonu zaradi njegovega osnovnega pomena. Uporabljeno zlato je bilo namenjeno ublažitvi in čiščenju kakršnega koli onesnaženja ali negativnih misli in čustev do smrti. Razen simboličnega pomena zlatih lističev se je obdobje Muromači močno zanašalo na vizualne presežke. S poudarkom na Zlatem paviljonu, način, na katerega je struktura v glavnem prekrita s tem materialom, ustvarja vtis, ki izstopa zaradi odboja sončne svetlobe in učinka, ki ga odsev ustvari na ribniku.

## Podrobnosti oblikovanja
Zlati paviljon (金閣, Kinkaku) je trinadstropna stavba na ozemlju kompleksa templja Rokuon-dži. Zgornji dve nadstropji paviljona sta prekriti s čistimi zlatimi lističi. Paviljon deluje kot šariden (舎利殿), v katerem so relikvije Bude (Budov pepel). Stavba je bila pomemben model za Ginkaku-dži (Srebrni paviljonski tempelj) in Šōkoku-dži, ki sta prav tako v Kjotu. Ko so bile te stavbe zgrajene, je Ašikaga Jošimicu uporabil sloge, uporabljene v Kinkaku-dži, in si celo izposodil imena drugega in tretjega nadstropja.

### Arhitektura
Paviljon uspešno vključuje tri različne sloge arhitekture, ki so šinden, samurai in zen, posebej v vsakem nadstropju. Vsako nadstropje Kinkakuja uporablja drugačen arhitekturni slog.
Prvo nadstropje, imenovano Dvorana vode Dharma (法水院, Hō-sui-in), je upodobljeno v slogu šinden-zukuri, ki spominja na stanovanjski slog cesarske aristokracije Heian iz 11. stoletja. Spominja na slog palače Šinden. Zasnovano je kot odprt prostor s sosednjimi verandami in uporablja naraven, nebarvan les in bel omet. To pomaga poudariti okoliško pokrajino. Stene in okna vplivajo tudi na poglede iz notranjosti paviljona. Večina sten je sestavljena iz polken, ki lahko spreminjajo količino svetlobe in zraka v paviljon in spreminjajo pogled z nadzorom višine polken. Drugo nadstropje, imenovano Stolp zvočnih valov (潮音洞, Čō-on-dō), je zgrajeno v slogu aristokratov bojevnikov ali buke-zukuri. V tem nadstropju drsna lesena vrata in zamrežena okna ustvarjajo občutek minljivosti. V drugem nadstropju sta tudi Budova dvorana in svetišče, posvečeno boginji usmiljenja Kannon. Tretje nadstropje je zgrajeno v tradicionalnem kitajskem slogu Čán (japonsko zen), znanem tudi kot zenšū-bucuden-zukuri. Imenuje se Kupola Najvišjega (究竟頂, Kukkjō-čō). Tipologija zen prikazuje bolj religiozno vzdušje v paviljonu, kot je bilo priljubljeno v obdobju Muromačija.
Streha je v obliki slamnate piramide s skodlami. Stavba je okrašena z bronastim hōō (feniks) okrasjem. Od zunaj lahko gledalci vidijo zlato prevleko, dodano na zgornji del paviljona. Zlati lističi, ki prekrivajo zgornja nadstropja, namigujejo na to, kar je v notranjosti: svetišča. Zunanjost je odsev notranjosti. Elementi narave, smrti, religije so oblikovani skupaj, da ustvarijo to povezavo med paviljonom in zunanjimi vdori.

### Oblikovanje vrta
Zlati paviljon je postavljen v japonski sprehajalni vrt (回遊式庭園, kaijū-šiki-teien, dob. krajinski vrt v slogu pojdi naokrog). Lokacija uresničuje idejo izposoje kulise (šakkei), ki združuje zunanjost in notranjost ter ustvarja podaljšek pogledov, ki obkrožajo paviljon in ga povezujejo z zunanjim svetom. Paviljon se razteza čez ribnik, imenovan Kjōko-či (鏡湖池, Zrcalni ribnik), ki odseva stavbo. Ribnik vsebuje 10 manjših otokov. Zen tipologija je vidna skozi skalno kompozicijo; mostovi in rastline so razporejeni na poseben način, da predstavljajo znane kraje v kitajski in japonski literaturi. Razgledne in žariščne točke so bile določene zaradi strateške postavitve paviljona za ogled vrtov, ki obdajajo paviljon. Majhna ribiška dvorana (釣殿, curi-dono) ali pokrita ploščad je pritrjena na zadnji del stavbe paviljona, kar omogoča privez majhnega čolna pod njo. Zemljišče paviljona je bilo zgrajeno v skladu z opisi Zahodnega raja Bude Amide, z namenom ponazoriti harmonijo med nebom in zemljo. Največji otoček v ribniku predstavlja Japonske otoke. Štirje kamni, ki tvorijo ravno črto v ribniku blizu paviljona, naj bi predstavljali jadrnice, zasidrane ponoči, namenjene na otok večnega življenja v kitajski mitologiji.
Vrtni kompleks je odličen primer oblikovanja vrtov iz obdobja Muromači. Obdobje Muromači velja za klasično dobo japonskega oblikovanja vrtov. Korelacija med stavbami in njihovimi lastnostmi je bila zelo poudarjeno v tem obdobju. To je bil način umetniške integracije strukture v krajino. Za zasnove vrtov je bilo značilno zmanjšanje obsega, bolj osrednji namen in posebna nastavitev. V zasnovo vrta je bil vnesen minimalističen pristop s poustvarjanjem večjih pokrajin v manjšem merilu okoli stavbe.

## Galerija
- Popotniški plakat iz leta 1930
- Vhod in blagajna
- Kinkaku-dži v snegu
- Kinkaku-dži jeseni
- Kinkaku-dži od blizu
- Notranjost
- Kinkaku-dži vrt